# Recinte murat d'Atzeneta del Maestrat
El Recinte murat d'Atzeneta del Maestrat, a la comarca de l'Alt Maestrat, és un monument catalogat com Bé d'Interès Cultural, per declaració genèrica, que presenta el codi 12.04.001-008, estant anotat ministerialment amb el nombre d'anotació 28114, del 15 de juny de 2011, segons consta en la Direcció general del Patrimoni Cultural de la Generalitat Valenciana.

## Història
Segons les troballes arqueològiques amb els quals es compta, es pot afirmar que els orígens de l'assentament humà a l'Atzeneta del Maestrat es remunten a l'Edat de Bronze. El nucli de població més primitiu se situava en una zona defensada per l'orografia del terreny (per la presència de dos barrancs que confluïen en una rambla), de manera que tan sols era necessària la fortificació amb muralles de l'escassa zona oberta. Es tracta de la zona coneguda com “la vila closa”.
El primer recinte emmurallat es creu que pertany a l'època de la dominació musulmana de la zona, de fet, el nom d'Atzeneta (nom oficial en valencià), prové del nom del cap berberisc Zanet, pertanyent a la tribu Az-zanata, que és la que estava assentada als territoris de l'actual municipi. Segons els estudis, aquest primer recinte emmurallat es va aixecar en l'extrem est de l'assentament, donant origen a un espai públic que coincidiria amb l'actual plaça Pastora.
La població va passar a les mans dels cristians amb la reconquesta per les tropes de Jaume I d'Aragó, passant a formar part de la demarcació territorial del castell de Culla. En 1235 Jaime I canvia el poble, juntament amb el castell de Les Coves per Morella, passant així a formar part dels territoris pertanyents a Blasco d'Alagón passant més tard (1241) per herència a les mans de Guillem d'Anglesola, qui va aconseguir la carta de poblament en 1272. A principis del segle XIV és venut a l'Orde de Montesa, passant a ser una zona de residència d'importants famílies de la noblesa, la qual cosa encara queda patent en les façanes de moltes cases del poble que compten amb belles portes, finestres i escuts.
Segons l'historiador Vicente García Edo, de la Universitat Jaume I de Castelló, existeixen documents redactats pels Maestres de Montesa en 1374 i 1377 referents a la construcció de muralles en els seus dominis, tan noves com a millores en les ja existents, i que tenen el seu origen en el conflicte bèl·lic de la guerra dels Peres entre Aragó i Castella.
D'aquesta manera la primera ampliació de la zona emmurallada es va haver de realitzar al segle xiv, coincidint amb la guerra dels dos Peres, obrint-se una porta d'accés pel camí de Vistabella, al carrer de Sant Bertomeu que va ser el límit d'aquesta ampliació. Més tard, al segle xvii, es va enderrocar el mur oest de la muralla per poder construir l'església, amb el que es va incorporar a la nova zona emmurallada el barri, fins llavors extramurs amb carrers paral·lels com la Puríssima, dels Arnaus i de Mosen Pere.
La majoria de les restes que queden en l'actualitat estan dins de les cases que es van ser construïdes sobre elles, o utilitzant part del recinte emmurallat com a cases, com ocorre amb el cas de les antigues torres. I la resta va anant derrocant-se fins a acabar per desaparèixer pràcticament com a muralla, cosa que va ocórrer al segle xviii.

## Descripció
Com a restes millor conservades i més visibles del recinte emmurallat cal destacar la coneguda com a “Torre de la Presó”, que té confirmada la seva data de construcció per estudis arqueològics realitzats, i un llenç de muralla que presenta restes de merlets, matacán, així com restes d'altres dues torres. Per la seva banda, el primitiu recinte entorn de la plaça Pastora (de planta gairebé quadrada i articulada al voltant del primitiu pou que proveïa d'aigua als primers pobladors. En l'actualitat un retaule ceràmic de la imatge la Verge sota la advocación de la Divina Pastora, situat en una capella situada en la façana d'una de les seves cases la presideix i dona nom), està protegit per la seva major cota respecte als barrancs i el desnivell mitjançant murs inclinats de fàbrica de maçoneria.
La torre, de planta quadrada, té tres altures i coberta de teula romana a una aigua; de fàbrica de maçoneria regular formant filades Presenta un gruix dels murs que és de 106-110 cm en planta baixa, mentre que disminueix en les successives plantes 95 en la primera i 75 en la segona. L'accés a les plantes superiors es realitza a través d'una escala que encara es conserva. Els murs presenten espitlleres i les finestres gruixudes reixes de forjat. Al costat de la torre es va obrir el portal del camí de Vistabella, en una de les modificacions del recinte emmurallat del qual s'ha parlat en la secció anterior, actualment desaparegut en ser demolit al voltant dels anys cinquanta del segle XX. En la porta d'accés hi ha una inscripció que data de 1898. Rep el nom de” torre de la presó” per haver estat utilitzada com a recinte de presons al poble fins a pràcticament els anys 60 del segle xx.